# Международный свод правил по сбыту заменителей грудного молока
Международный свод правил по сбыту заменителей грудного молока (также известен под названиями Международный кодекс по маркетингу заменителей грудного молока, разг. Кодекс ВОЗ) — резолюция Всемирной ассамблеи здравоохранения при Всемирной организации здравоохранения, принятая в 1981 году. Свод правил был разработан как международная политика в сфере здравоохранения, которая рекомендует ограничения рекламы искусственных заменителей грудного молока, чтобы не подрывать намерение женщин кормить грудью. Помимо ограничений на рекламу искусственных смесей, свод правил затрагивает этические аспекты рекламы бутылок и сосок. Ряд последующих документов Всемирной ассамблеи здравоохранения прояснил и расширил Свод правил
С 1981 года 65 стран приняли законы, воплощающие в жизнь все или некоторые положения Свода правил ВОЗ и последующих резолюций Всемирной ассамблеи здравоохранения.

## Задачи
Кодекс ВОЗ ставит своей целью защитить грудное вскармливание от коммерческой рекламы и маркетинга смесей, бутылок и сосок, которые влияют на матерей, медицинских работников и систему здравоохранения.
Положения относительно
i. Матерей
- Информация и образовательные материалы о питании детей должны быть объективными и подчеркивать важность грудного вскармливания. Ни при каких обстоятельствах материалы не должны упоминать определенную марку товаров для питания детей.
- Запрещены все виды рекламы, и меры по увеличению сбыта смесей и других товаров для детского питания, обозначенных в Кодексе и последующих резолюциях.
- Запрещено раздавать бесплатные образцы продуктов матерям.
- Запрещено делать скидки на смеси или выставлять особые стенды с товарами в магазинах розничной торговли.
- Представители компаний-производителей заменителей грудного молока, бутылок и сосок не имеют права контактировать с матерями, напрямую или через посредников.
- На этикетках заменителей грудного молока должны быть четко видно предостережение об угрозе искусственного или смешанного питания для здоровья детей.

ii. Медицинских работников
- Свод правил ВОЗ обязывает медицинских работников поощрять и защищать грудное вскармливание.
- Информация о продуктах, регулируемых Сводом правил, которую производители или распространители предоставляют медицинским работникам, должна быть «научной и фактической». Раздаточные материалы для медработников не должны быть инструментами для увеличения сбыта продукции.
- Образцы продукции могут раздаваться только в случаях, когда медицинскому работнику нужно оценить товар с профессиональной точки зрения или для исследований. Ни при каких обстоятельствах медработник не должен давать бесплатные образцы матерям.
- Для предотвращения конфликта интересов, производители и распространители смесей, бутылок и сосок не должны завлекать медицинских работников с помощью материальных и финансовых подношений. Три пояснительные резолюции Всемирной ассамблеи здравоохранения по вопросам питания младенцев и детей особо предупреждают о конфликте интересов.[5] Резолюция, принятая в 1996 году (резолюция Всемирной ассамблеи здравоохранения 49.15), призывает быть осторожными, когда медработники, работающие в сфере питания младенцев и детей, принимают финансовые подношения от производителей и распространителей товаров. Положения о необходимости избегать конфликта интересов были расширены в 2005 году, чтобы защитить государственные и международные программы по вопросам питания младенцев и детей (резолюция Всемирной ассамблеи здравоохранения 58.32). В 2008 году резолюция была еще раз пересмотрена (резолюция Всемирной ассамблеи здравоохранения 61.20).

iii. Систем здравоохранения
- Запрещены меры по увеличению сбыта любой продукции в здравоохранительных учреждениях. Нельзя выставлять стенды с продукцией, плакаты и т. п. визуальные средства, которые распространяются производителями или распространителями товаров.
- Показывать как кормить смесью можно только тем матерям или членам их семей, которым это нужно. Информация для семей, которые собираются или уже кормят смесями, должна включать четкое объяснение рисков, связанных с кормлением искусственными смесями и предупреждать об опасности неправильного использования смесей.
- Подаренное оборудования или материалы не должны ссылаться на марки смесей и других товаров, обозначенных в Своде правил ВОЗ.
- Бесплатное снабжение искусственными смесями. Две поясняющие резолюции Всемирной ассамблеи здравоохранения 39.28 [1986] и 47.5 [1994]) призывают не распространять через здравоохранительные системы искусственные смеси бесплатно или по сниженным ценам.[6] Таким образом, производителям смесей, бутылок и сосок запрещено поставлять свои товары в медицинские учреждения бесплатно или по сниженным ценам. (Согласно руководству инициативы «Больница доброжелательная к ребенку» «сниженные цены» означают менее, чем 80 % от розничной цены.)

iv. Этикеток
- Информация на этикетках искусственных заменителей грудного молока должна быть написана просто и доступно на языке, который понятен матерям в стране, где продаются смеси.
- На этикетках смесей должно быть указано, что кормление грудью превосходит кормление смесями. Так же должно быть указано, что кормить смесью можно только после консультации с медработником.
- Не должны использоваться изображения или текст, которые идеализируют кормление смесями. Не должны использоваться слова и словосочетания, как «гуманизированное» (то есть подходящее для человека) или «подобное материнскому» и т. п.
- На этикетках не должно быть никаких утверждений о питательной ценности смесей или утверждений, которые подразумевают преимущества для здоровья (резолюция Всемирной ассамблеи здравоохранения 58.32 [2005]).[7]
- На этикетках должное быть четкое предупреждение о том, что порошковая смесь может быть заражена патогенными микроорганизмами (резолюция Всемирной ассамблеи здравоохранения 58.32 [2005]).[7]
- Этикетки должны соответствовать рекомендациям ВОЗ о том, как безопасно готовить, хранить и использовать порошковые смеси (резолюция Всемирной ассамблеи здравоохранения 61.20 [2008]).[8]

В соответствии с рекомендациями кормить детей только грудью до полугода, которые обозначены в резолюции Всемирной ассамблеи здравоохранения 54.2 [2001], все консервы, каши и прочие продукты детского питания должны быть обозначены как продукты для кормления детей старше 6 месяцев.

## Обязанности производителя
Согласно Кодексу производители детского питания не должны:
- Производить бесплатные поставки искусственного молока в больницы;
- Рекламировать свою продукцию общественным или медицинским работникам;
- Использовать изображение младенцев на этикетках с питанием для младенцев;
- Делать подарки матерям или работникам здравоохранения;
- Давать родителям бесплатные образцы продукции;
- Рекламировать питание для детей младше 6 месяцев.
- Этикетки должны быть на языке, который понимает мать, и должны содержать важное предупреждение о противопоказаниях и последствиях употребления искусственного питания.

## Главные положения Кодекса
- Никакой рекламы любых заменителей грудного молока (любого продукта, который рекламируется или предлагается для замены грудного молока), никакой рекламы бутылок для кормления и сосок.
- Никаких бесплатных образцов и пробников.
- Никакой рекламы в учреждениях здравоохранения или через них. Отказ от бесплатных или дешёвых поставок (смесей).
- Никаких контактов между персоналом, занимающимся маркетингом, и матерями (включая медицинских работников, нанятых компаниями, чтобы обучать или рекомендовать).
- Никаких подарков или образцов для личного пользования медицинским работникам или их семьям.
- Надписи на этикетках должны быть на языке той страны, где продаётся продукт. На этикетках не должно быть слов или картинок (например, утверждений о пользе продукта для здоровья или изображений младенцев), идеализирующих искусственное вскармливание.
- Медицинским работникам надо предоставлять только научную и основанную на фактах информацию.
- Правительства должны гарантировать предоставление только последовательной и объективной информации о кормлении младенцев и маленьких детей.
- Вся информация об искусственном вскармливании, включая этикетки, должна чётко объяснять преимущества грудного вскармливания и предупреждать о затратах и опасностях, связанных с искусственным вскармливанием.
- Неподходящие изделия и продукты, такие как сгущённое молоко, не должны предлагаться для детского питания.
- Все продукты должны быть высококачественными и произведенными с учётом климатических условий и условий хранения в тех странах, где они будут использоваться.
- Производители и дистрибьюторы должны следовать Кодексу (и всем последующим резолюциям Всемирной ассамблеи здравоохранения) независимо от каких-либо действий правительств по внедрению Кодекса.

## Внедрение в жизнь
В России с 2006 года при Ассоциации Консультантов по Естественному Вскармливанию (АКЕВ) работает отделение ИБФАН (IBFAN), международной организации, которая внедряет в жизнь Международный свод правил сбыта заменителей грудного молока и последующие резолюции Всемирной ассамблеи здравоохранения.

## Статус Свода правил ВОЗ по странам
ИБФАН публикует ежегодные отчеты о статусе Свода правил ВОЗ по странам мира.
32 страны привели в действие Международный свод правил по сбыту заменителей грудного молока и последующие резолюции Всемирной ассамблеи здравоохранения, приняв всеобъемлющее законодательство, законы или другие имеющие юридическую силу меры.
Азия: Бахрейн, Индия, Иран, Йемен, Ливан, Непал, Саудовская Аравия, Филиппины, Шри-Ланка.
Южная и Северная Америка: Аргентина, Бразилия, Гватемала, Гондурас, Доминиканская республика, Коста Рика, Панама, Перу, Уругвай.
Африка: Бенин, Ботсвана, Буркина Фасо, Габон, Гана, Камерун, Мадагаскар, Мозамбик, Республика Кабо-Верде, Танзания, Уганда, Зимбабве.
Европа: Албания, Грузия,
44 страны ввели законы о многих положениях Свода правил ВОЗ.
Европа: Австрия, Азербайджан, Бельгия, Великобритания, Венгрия, Германия, Греция, Дания, Ирландия, Испания, Италия, Латвия, Люксембург, Нидерланды, Норвегия, Польша, Португалия, Сербия и Черногория, Словакия, Словения, Финляндия, Франция, Чехия, Швеция.
Никакие действия по ограничению маркетинга смесей, бутылок и сосок не проводят в следующих странах: США, Чад, Сомали, Мали, Мавритания, Соломоновы острова, Антигуа и Барбуда, Суринам, Исландия, Мальта и Монако.